# Миров, Михаил
Михаил Миров (болг. Михаил Димитров Миров; 1859 года, Топузларе, ныне село Зорница (Бургасская область), Османская империя — 17 августа 1923 года, Стамбул, Турция) — болгарский религиозный деятель, Предстоятель Болгарской грекокатолической церкви, Апостольский экзарх болгарских католиков византийского обряда в пределах Османской империи с резиденцией в Константинополе, титулярный архиепископ Теодосиопольский (лат. Theodosiopolitanus in Europa).

## Биография
Родился в болгарской православной семье в селе Топузларе, Ямболской области, Османская империя, ныне Зорница (Бургасская область), Болгария. Окончил католическую гимназию ассумпционистов в Эдирне. Продолжил изучение философии и богословия в Высшей семинарии святого папы Льва в Стамбуле.

### Рукоположение
6 января 1883 года епископом Михаилом Петковым рукоположен в сан священника.
22 декабря 1906 года избран к рукоположению в сан епископа.
8 января 1907 года утверждён папой к рукоположению в сан епископа.
19 февраля 1907 году рукоположен в архиерейское достоинство и возведен в сан архиепископа с титулом Теодосиопольский лат. Theodosiopolitanus in Europa.

### Послужной список
В 1883 году назначен настоятелем в родное село с обязанностями обслуживать соседние деревни Доврукли и Сазлакево, помимо священнический обязанностей занимался образованием, открыл школу для детей и вечернюю школу для взрослых. В 1888 году начал строительство нового приходского храма, посвященного Пресвятой Богородице.
Был также строителем приходского храма в честь Святого Семейства в селе Доврукли.
27 ноября 1913 года был единственным официально признанным турецкими властями болгарским архиепископом для верных католиков византийского обряда на территории Порты.
В 1927 году жители Топузларе и Доврукли установили установили скромный памятник в честь архиепископа.

## Контакты с русской диаспорой
25 марта 1911 года рукоположил в сан священника для служения среди русских католиков византийского обряда Леонида Фёдорова, будущего экзарха Апостольского экзархата России и священномученика в церкви Пресвятой Троицы в пригороде Стамбула Галате.
В 1915 году рукоположил в сан священника Глеба Верховского.
Подписывал и освящал антиминсы для служения в русском апостолате в эмиграции.
В 1920 году во время наплыва русских эмигрантов, в Стамбуле общался с многими из них, навещал в больнице епископа Русской православной церкви Вениамина (Федченкова).